# Aedes kochi
Aedes kochi é um espécie de mosquito do género Aedes, pertencente à família Culicidae e encontrado na Austrália. É hematófago e possivelmente atua como vetor de doenças como a filariose.